# Rye (Colorado)
Rye é uma cidade  localizada no estado americano de Colorado, no Condado de Pueblo.

## Demografia
Segundo o censo americano de 2000, a sua população era de 202 habitantes.
Em 2006, foi estimada uma população de 203, um aumento de 1 (0.5%).

## Geografia
De acordo com o United States Census Bureau tem uma área de
0,3 km², dos quais 0,3 km² cobertos por terra e 0,0 km² cobertos por água. Rye localiza-se a aproximadamente 2073 m acima do nível do mar.

## Localidades na vizinhança
O diagrama seguinte representa as localidades num raio de 48 km ao redor de Rye.